# Nicolas Constant Golzart
Nicolas Constant Golzart, né le 3 juillet 1758 à Grandpré, dans les Ardennes,  mort le 26 août 1827 à Vouziers, fut un avocat et un juge,  mais aussi un homme politique français.  Il fut notamment député des Ardennes pendant près de 18 ans, avec quelques interruptions, et traversa les régimes, très différents, de la première République, du Consulat, du premier Empire et de la restauration de la monarchie.

## Biographie
Avant la Révolution de 1789, ce fils d'un notaire est successivement juge, avocat. En 1790, à 32 ans, acquis aux idées nouvelles, il est nommé commandant de la garde nationale de Grandpré et procureur-syndic du district. Fin août 1791, il est élu député à l'Assemblée nationale législative, le 1er de son département en nombre de voix sur les 8 députés à élire. 
Il siège avec la majorité, les Feuillants, et est nommé, après la session, procureur-général syndic des Ardennes. Il est destitué en 1793 pour la modération de ses opinions et emprisonné comme suspect jusque fin 1794. Le 14 octobre 1795, il est réélu par son département député au conseil des Cinq-Cents. Un des thèmes sur lesquels il intervient est les lois sur la famille et le mariage. Le 17 janvier 1797, il argumente à la tribune contre la notion de divorce pour incompatibilité d'humeur. Puis il travaille au sein d'une commission réexaminant les lois et décrets de 1793 sur le mariage et obtient une nouvelle loi.
Il se rallie au nouveau régime, le Consulat, à la suite du coup d'État du 18 brumaire. Il est nommé sous-préfet de Vouziers lorsque cette administration se met en place. Puis il est désigné comme député des Ardennes au Corps législatif, et l'est à nouveau en 1807. En 1811, il est récompensé de sa fidélité en accédant à la noblesse d'Empire : il est fait chevalier de l'Empire. 
Pendant les Cent-Jours, il se présente comme candidat à la Chambre des représentants. C'est un échec. Par contre, à la seconde Restauration, le 22 août de la même année 1815, il réussit à retrouver son mandat de député des Ardennes à la Chambre des députés. Il siège dans la minorité, une minorité très réduite, de «la Chambre Introuvable», expression attribuée à Louis XVIII pour dire qu’il n’aurait pu rêver une Assemblée plus monarchiste. Il est nommé président du tribunal de Vouziers en mai 1816 et de celui de Charleville en septembre 1817. Puis le 6 septembre 1820, il redevient sous-préfet de Vouziers pour la seconde fois.

## Détail des mandats comme député des Ardennes
- 30/08/1791 - 20/09/1792 : Feuillants
- 14/10/1795 - 26/12/1799 : Modérés
- 27/03/1802 - 04/06/1814
- 22/08/1815 - 05/09/1816 : Minorité ministérielle

### Sources et bibliographie
- Alain Chapellier, Racines d'Ardennes : généalogies et biographies de personnalités ardennaises ou d'origine ardennaise, t. 2, 2003.
- Louis-Gabriel Michaud, Biographie des hommes vivants : ou Histoire par ordre alphabétique de la vie publique de tous les hommes qui se sont fait remarquer par leurs actions ou leurs écrits, vol. 3, 1817 (lire en ligne).

### Sources sur le web
- « Golzart, Nicolas Constant - Biographie extraite du dictionnaire des parlementaires français de 1789 à 1889, Adolphe Robert et Gaston Cougny », Base de données des députés français depuis 1789, sur Site de l’Assemblée nationale française.